# Neustädter Moor-Regenerationsgebiet
Das Neustädter Moor-Regenerationsgebiet ist ein Naturschutzgebiet in den niedersächsischen Gemeinden Varrel und Wehrbleck in der Samtgemeinde Kirchdorf und der Gemeinde Wagenfeld im Landkreis Diepholz.
Das Naturschutzgebiet mit dem Kennzeichen NSG HA 066 ist 710 Hektar groß. Es ist vollständig Bestandteil des FFH-Gebietes „Neustädter Moor“ und des EU-Vogelschutzgebietes „Diepholzer Moorniederung“.
Das Naturschutzgebiet liegt südlich von Freistatt und nordöstlich von Wagenfeld in der Diepholzer Moorniederung. Es grenzt im Süden an das Naturschutzgebiet „Neustädter Moor II“ und im Westen an das Naturschutzgebiet „Wiesengebiet Neustädter Moor“. Zusammen mit dem weiter südlich liegenden Naturschutzgebiet „Neustädter Moor“ bilden die Naturschutzgebiete ein zusammenhängendes Schutzgebiet.
Das Naturschutzgebiet „Neustädter Moor-Regenerationsgebiet“ wurde als drittes der vier Schutzgebiete ausgewiesen. Es ist das größte Teilgebiet. Zum Zeitpunkt der Unterschutzstellung fand noch industrieller Torfabbau statt. Dieser ist mittlerweile eingestellt und das Gebiet nach der Wiedervernässung der Renaturierung zugeführt. Der Handtorfstich für die Eigenversorgung bleibt unter Auflagen genehmigt. Im Randbereich des Naturschutzgebietes dienen feuchte Grünlandflächen als Pufferzone.
Das Gebiet wird in zwei Richtiungen entwässert, im Norden über die Wiete mit Schnatgraben zur Großen Aue, die etwas oberhalb von Nienburg in die Weser mündet, im Süden zum einen zur Großen Aue und zur Wagenfelder Aue, die etwas oberhalb von Barnstorf in die Hunte mündet.
Das Gebiet steht seit dem 31. Dezember 1983 unter Naturschutz. Zuständige untere Naturschutzbehörde ist der Landkreis Diepholz.